# Distrito fitogeográfico del caldén
El distrito fitogeográfico del caldén es una de las secciones en que se divide la provincia fitogeográfica del espinal, dentro del dominio fitogeográfico chaqueño. Se ubica en el sector central de la Argentina.

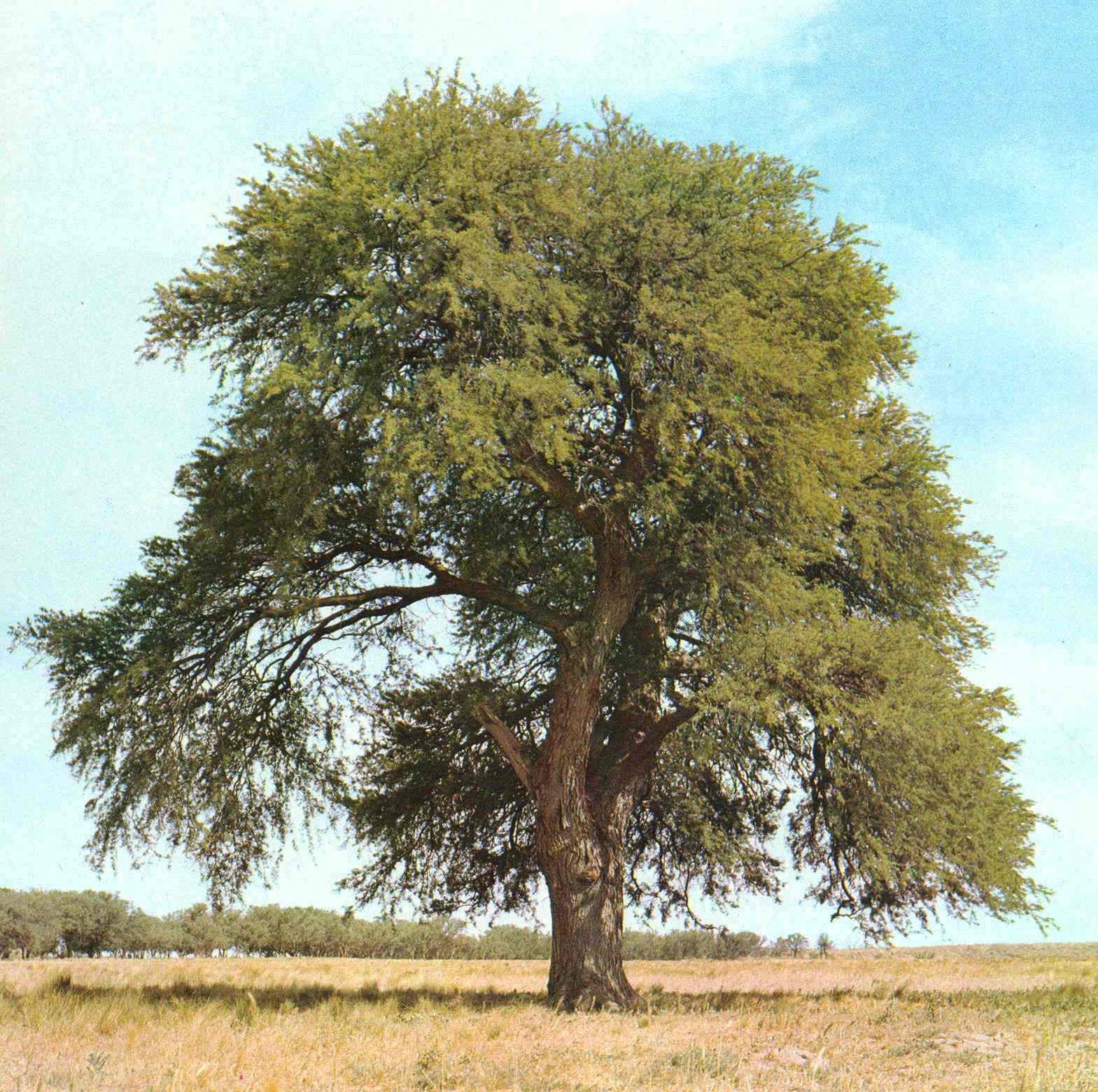
El árbol más importante del distrito: el caldén.

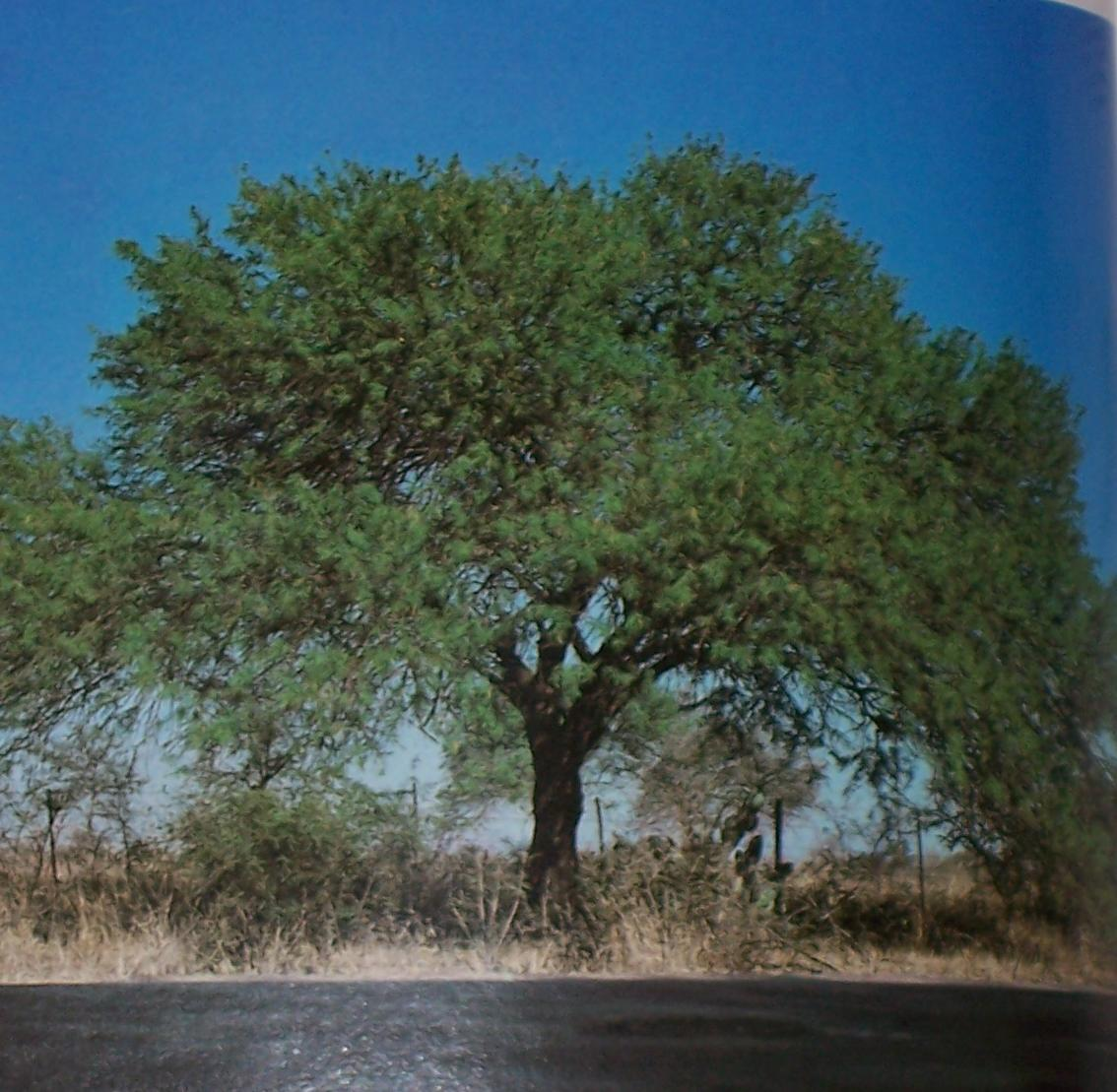
El algarrobo negro.

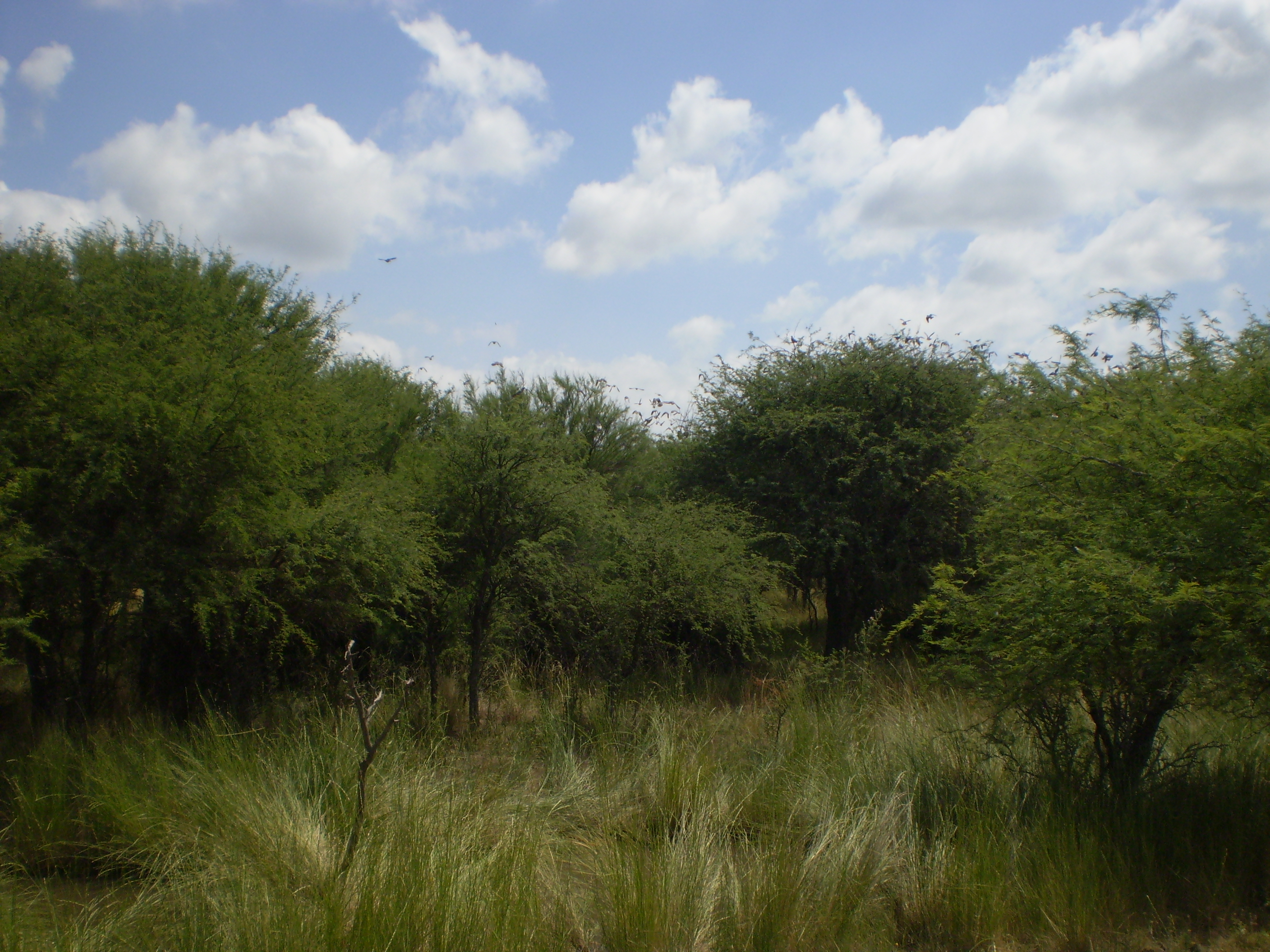
El bosque de caldén en una de las pocas reservas que lo protegen: el Parque Luro.

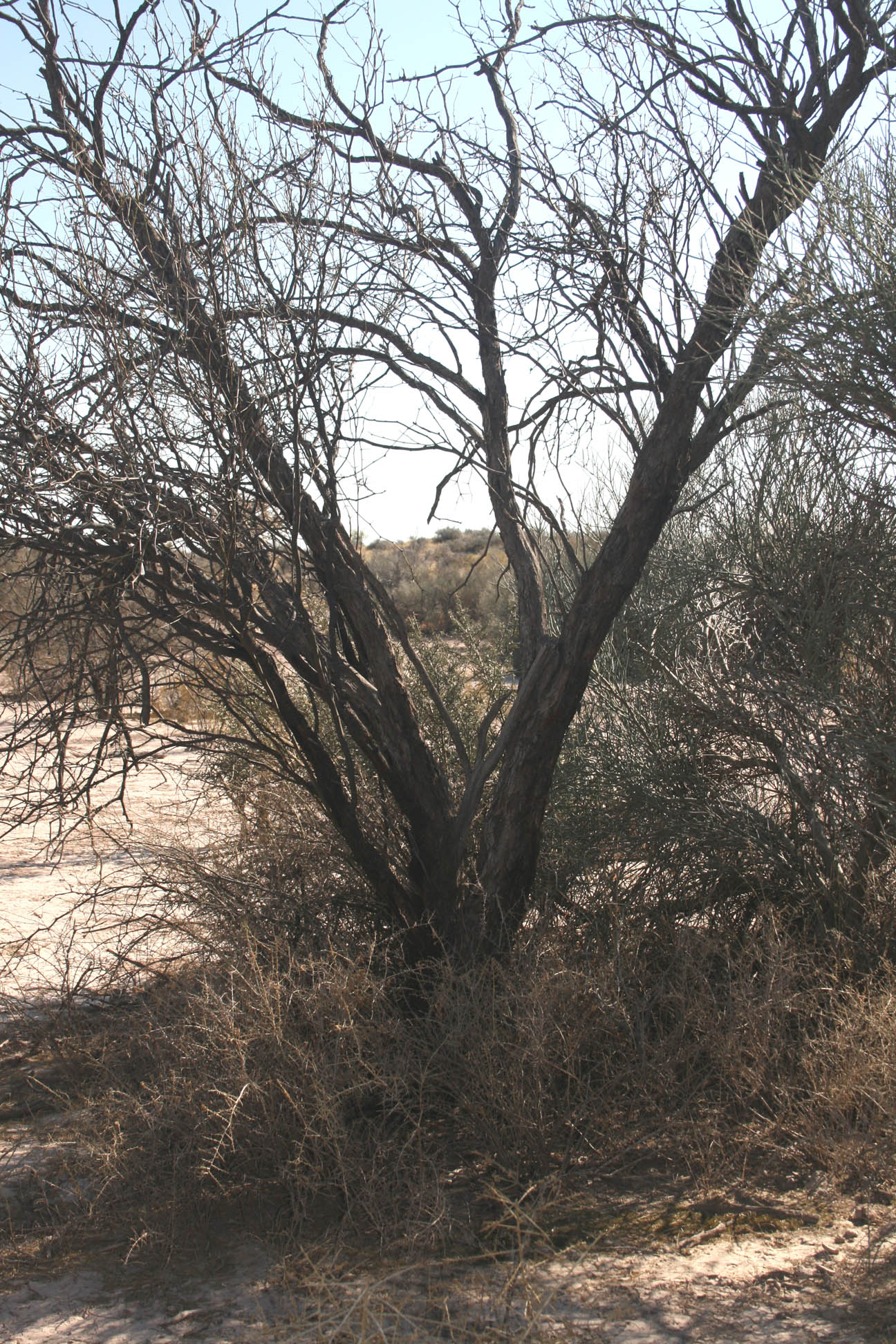
El algarrobo dulce, un elemento clave en este distrito.

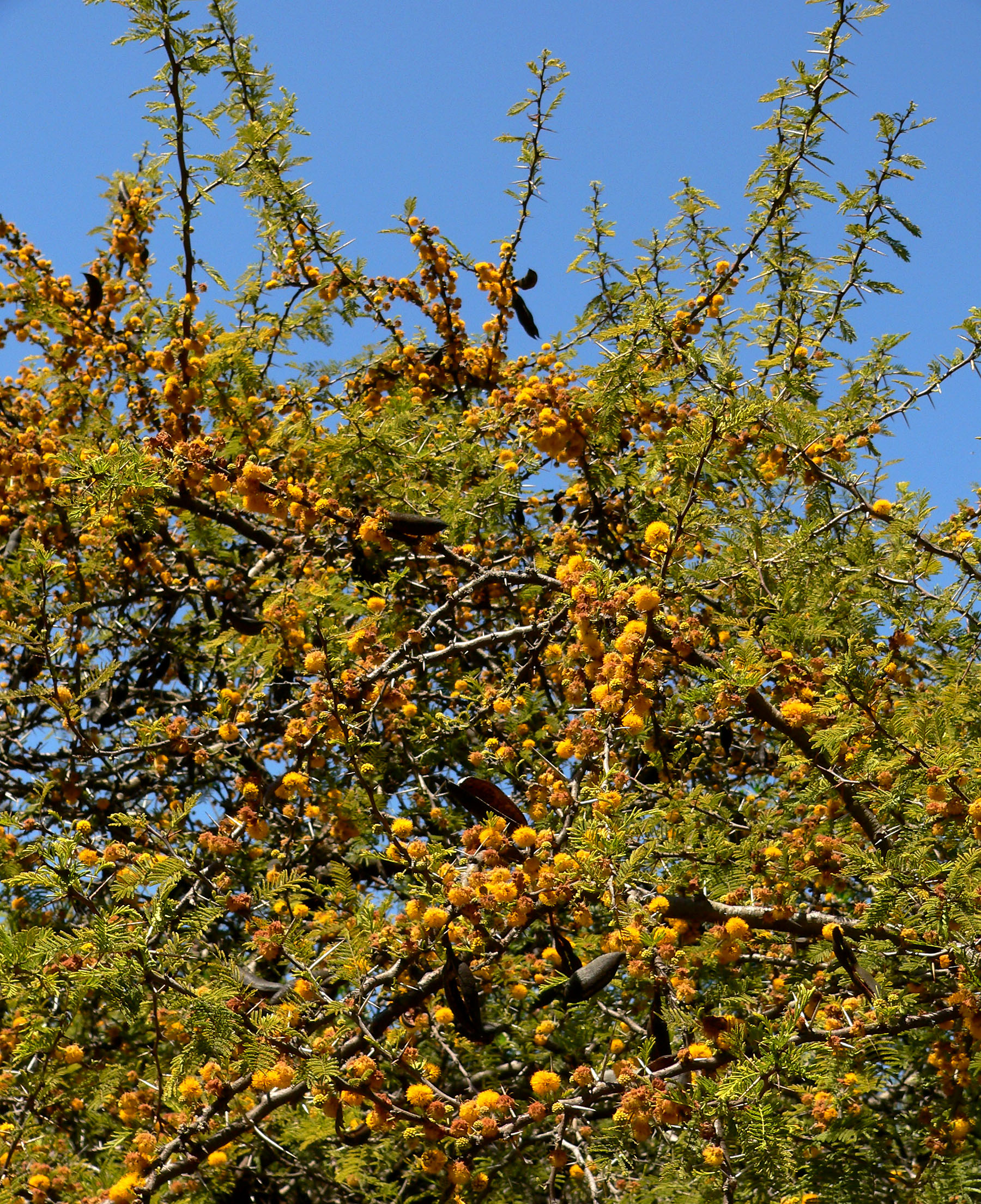
El espinillo.

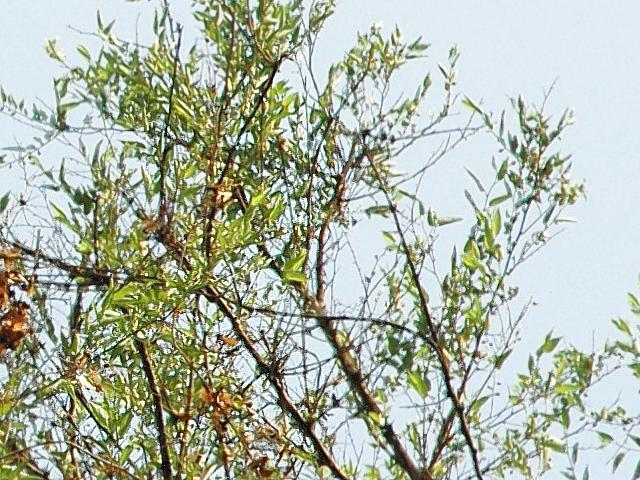
El tala.

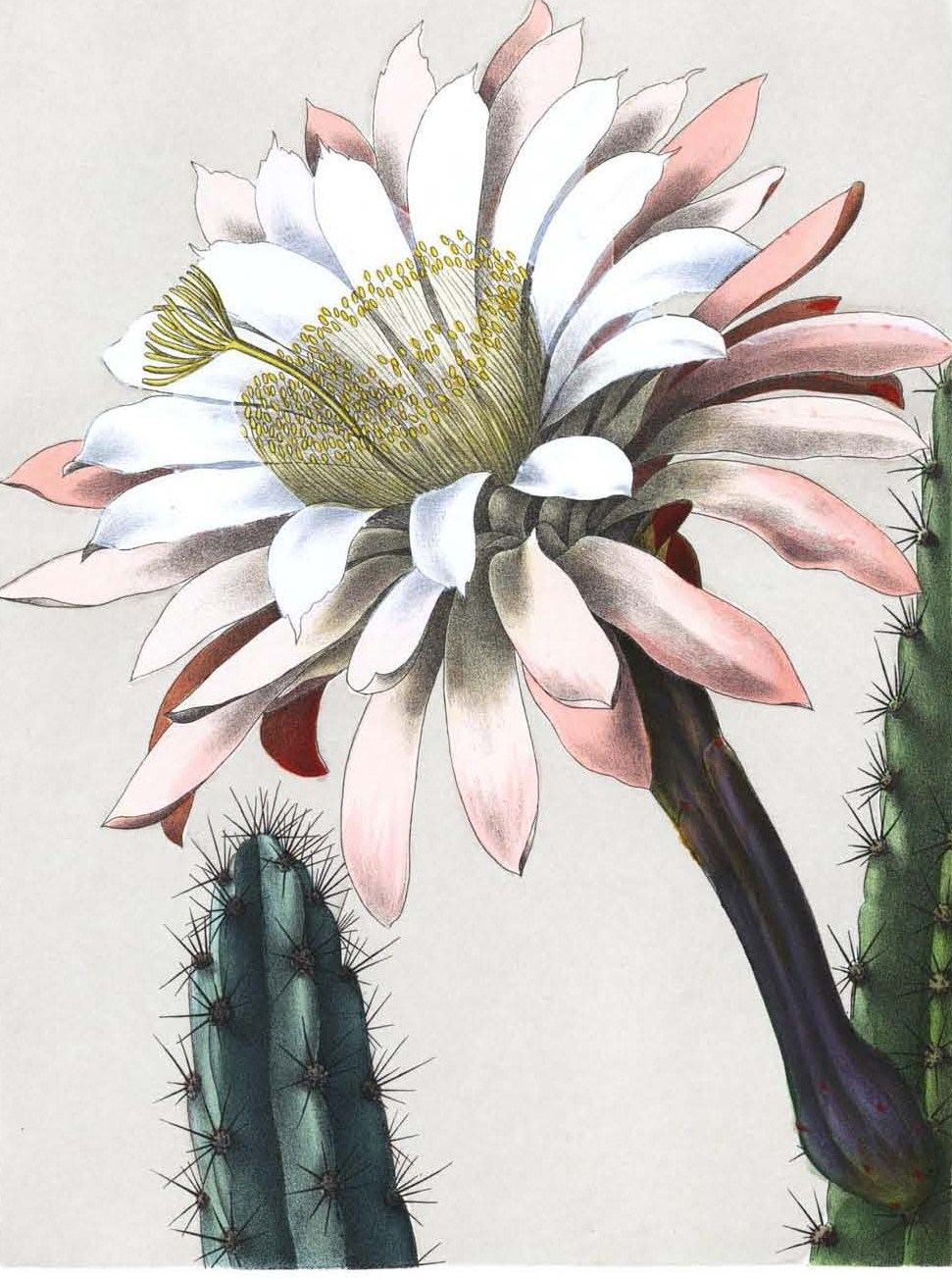
El cardoncito.

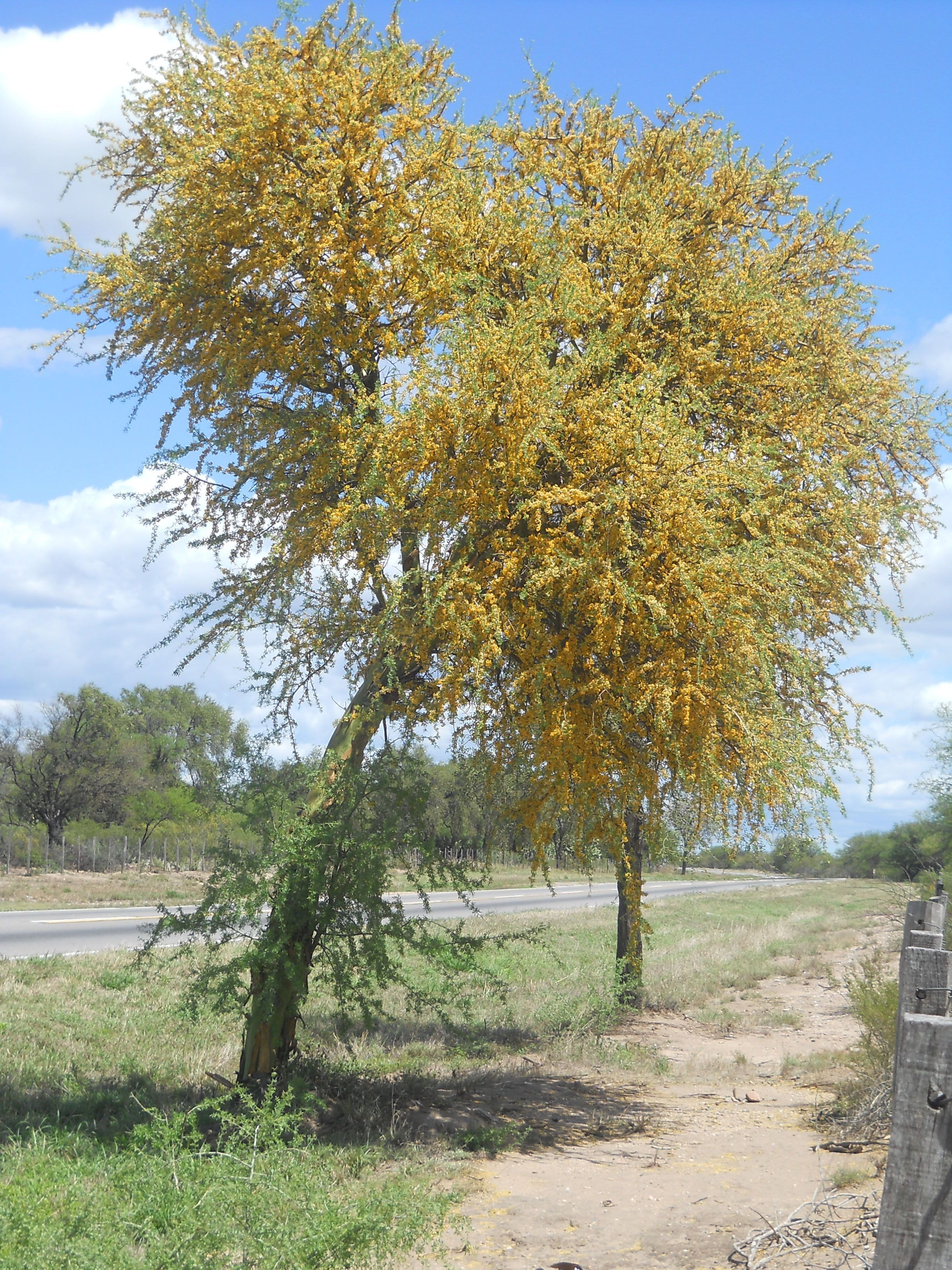
El chañar.

## Distribución
Se distribuye exclusivamente en varias provincias del centro de la Argentina, formando un arco desde el extremo sudoeste de Córdoba, y sectores del centro y sur de San Luis, pasando por La Pampa en su sector central, ingresa marginalmente en el borde este de Mendoza, y finalmente penetra en el sudoeste del interior de la Provincia de Buenos Aires, llegando hasta las costas del mar Argentino a la altura de Bahía Blanca.

## Denominaciones
Debe su nombre a la denominación popular de la especie dominante en estos bosques: el caldén. Otras antiguas denominaciones han quedado en desuso, como: «Bosque Pampeano», y «Monte Central».

## Suelos
Se asienta sobre relives suaves y de baja altitud, desde el nivel del mar hasta unos 500 m s. n. m. Sus suelos son franco-arenosos, areno-limosos, o areno-arcillosos, con una correcta aptitud agrícola o ganadera. En muchos sectores se presentan médanos muy dinámicos, siendo estos terrenos los de menor aptitud agropecuaria. 

## Clima
El clima presenta características semiáridas. Las temperaturas medias anuales rondan los 16,5 °C en el norte y 14 °C en el sur. En toda esta subregión, por efectos de la continentalidad, las heladas invernales son significativas, aunque en su sector norte estas son algo más suaves. 
Las precipitaciones decrecen desde el NE hacia el SO, con un rango anual entre 600 a 450 mm, con poca diferenciación estacional. No en todos los años se producen nevadas, pero estas se presentan con más frecuencia en el sector sudoeste del distrito; el granizo es habitual, y suele ocasionar daños en la vegetación.
Los vientos predominantes son los del cuadrante sudoeste, llamado localmente «pampero», con vientos fríos y secos; y los del cuadrante norte, que se caracterizan por ser cálidos y húmedos. Menos frecuentes son los del cuadrante sudeste, llamado localmente «sudestada», con vientos suaves y húmedos; y los del cuadrante oeste, llamado localmente «viento Zonda», con efectos muy desecantes y dañinos para la vegetación.

## Estructura vegetal
La vegetación se presenta en su estado clímax como un alto bosque de características xerófilas y caducifolias, dominano por elementos espinosos o de hojas muy pequeñas, de unos 15 a 20 metros de altura, y con árboles con diámetros mayores a un metro. Este estado es ya raro de encontrar por el daño que sufrió el distrito desde la época de la conquista a causa de incendios, tala, y avance de la frontera agropecuaria. En los bosques que se han mantenido en pie se presenta como una foresta abierta, de uno o raro dos estratos arbóreos de diez metros de altura o aún menos, con un estrato arbustivo, y otro herbáceo. Alternan con los bosques, estepas arbustivas, y graminosas. 
Los especies arbóreas del género Prosopis son los componentes más importantes de este sistema boscoso, junto con otras especies de raigambre chaqueña. Los árboles son de porte más bajo y distribución más esparcida que en el Chaco árido, teniendo a su vez sus bosques una menor diversidad específica por lo que a este distrito se lo suele comparar con un «Chaco árido empobrecido» aunque con algunos elementos endémicos e importantes aportes de la provincia fitogeográfica del Monte.

## Especies vegetales características
Los especies arbóreas del género de los algarrobos son las delineadoras del paisaje forestal, destacando una especie endémica de este distrito: el caldén, que conforma un dosel de entre 10 metros de altura junto con el algarrobo dulce. A ellos acompañan, en menor número, otros árboles de gran porte: el quebracho blanco (árbol grande de entre 15 a 25 metros que conformaría un estrato emergente junto con el ombú) y el algarrobo negro, también del dosel como el tala común. Otras especies arbóreas, de porte medio a pequeño, de hasta 5 metros de alto, sin conformar un estrato intermedio propiamente dicho debido a crecer bajo un abierto dosel, suelen hacerse presentes, destacándose el chañar, el sombra de toro, el espinillo, el molle incienso, la congorosa, y la pata.
Entre los arbustos más frecuentes encontramos: el palo azul, el jume (ambos suelen formar densos matorrales monoespecíficos en bajos salinos), el piquillín, el atamisqui, el alpataco, el manca caballo, el cedrón, la tramontana, otra tramontana, el llaollín, el poleo, la pichana, la jarilla, el pájaro bobo, el atamisque, varios Solanum, diversas especies de chilcas y cactáceas, donde destacan algunas especies de opuntias, y el cardoncito. 
Sobre las ramas de los árboles penden enredaderas, y algunas lianas, como la pasionaria y la barba de viejo.
Algunas especies epifitas medran entre las ramas tapizadas de líquenes, entre ellas varias especies de claveles del aire.
En las abras y en el sotobosque abundan estepas con diversas especies de gramíneas, destacando las flechillas, junquillos  y las cola de zorro. En los bajos salobres domina una alta juncácea semihigrófila: el hunco.

## Conservación
Por causa del avance de la frontera agropecuaria, son escasos los parches de bosque que han logrado mantenerse en pie con la formación en estado clímax. Incentivadas por una estrategia económica nacional que toma como base de la renta del país a los dividendos aportados por las exportaciones de sus materias primas, las plantaciones de maní, sorgo, maíz, trigo, y en especial soja produjeron durante todo el siglo XX y en el siglo XXI la reducción de la geonemia de este distrito, exclusivo de la Argentina.